# 亚速尔旗帜

亚速尔旗帜

1830年的葡萄牙王国国旗

亚速尔旗帜是代表葡萄牙亚速尔自治区的旗帜。旗帜长宽比为2:3，靠近旗杆的五分之二为蓝色，剩下五分之三为白色，这种底色与19世纪葡萄牙王国国旗的底色很相似。蓝色左上方饰有葡萄牙盾，蓝白交界处饰有展翅的金色苍鹰和九颗金色五角星。